# Mette Agerbæk
Mette Margrethe Tobiasen Agerbæk (født 26. august 1960 i Sorø, død 28. januar 2011 i Odense) var en dansk billedhugger. Hun blev uddannet som grafiker og billedhugger ved Det Fynske Kunstakademi 1982-86 og Accademia di Belle Arti di Roma i Italien 1986-1987. I 2004 blev hun Årets kunstner på Fyn, udpeget af det daværende Fyns Amts Kunstudvalg. 
Hun er mest kendt for sit portræt af Lise Nørgaard, som er opstillet på gågaden i Roskilde.
"Balancebuen" er et andet hovedværk. Den er opstillet ved Klarebroen i centrum af Odense.

## Eksterne kilder og henvisninger
- Nekrolog i Roskilde Avis Arkiveret 25. april 2011 hos  Wayback Machine
- Accademia di Belle Arti di Roma Arkiveret 25. september 2018 hos  Wayback Machine